# الأردن في الألعاب الآسيوية 2014
شارك الأردن في دورة الألعاب الآسيوية 2014 في إنتشون، كوريا الجنوبية في الفترة من 19 سبتمبر إلى 4 أكتوبر 2014.

## ملخص الميداليات

### الحاصلون على الميداليات
| ميدالية       | اسم               | رياضة     | حدث                 |
| ------------- | ----------------- | --------- | ------------------- |
| وصلة= فضية    | عدي الهنداوي      | ملاكمة    | 75 كغم رجال         |
| وصلة= فضية    | عبدالرحمن المصطفة | الكاراتيه | كوميتيه رجال 60 كغم |
| وصلة= برونزية | عبادة القصبة      | ملاكمة    | 60 كغم رجال         |
| وصلة= برونزية | إيهاب المتبولي    | ملاكمة    | 91 كغم رجال         |